# Joachim Jickeli
Joachim Jickeli (geboren 1958 in Stuttgart) ist ein deutscher Rechtswissenschaftler und seit 1995 Inhaber eines Lehrstuhls für Bürgerliches Recht, Wirtschaftsrecht und Handelsrecht an der Christian-Albrechts-Universität zu Kiel.

## Leben
Jickeli studierte ab 1980 Betriebswirtschaftslehre und Rechtswissenschaften an der Universität Tübingen und schloss diese 1984 mit dem ersten juristischen Staatsexamen und 1985 mit dem betriebswirtschaftlichen Diplom ab. 1988 folgte das zweite Staatsexamen. 1990 wurde er in Tübingen mit einer Arbeit über Marktzutrittsschranken zum Dr. iur. promoviert und habilitierte sich dort 1994 als Assistent von Wernhard Möschel mit einer Arbeit über den „langfristigen Vertrag“. Zum Wintersemester 1995 trat Jickeli nach einer einjährigen Lehrstuhlvertretung die Nachfolge von Franz Jürgen Säcker an der Christian-Albrechts-Universität zu Kiel an. Dort ist er Direktor des Instituts für Wirtschafts- und Steuerrecht einschließlich Wirtschaftsstrafrecht und Träger des Graduiertenkollegs „Betriebswirtschaftslehre für Technologie und Innovation beziehungsweise Betriebswirtschaftliche Aspekte lose gekoppelter Systeme im Zeitalter elektronischer Medien“. Von 2004 bis 2006 war Jickeli Dekan der rechtswissenschaftlichen Fakultät der Universität Kiel.

## Werk
Joachim Jickeli forscht und veröffentlicht im Bürgerlichen Recht einschließlich des Handels- und Wirtschaftsprivatrecht und dort besonders im deutschen und europäischen Wettbewerbsrecht und der ökonomischen Analyse des Rechts. Er kommentiert das Recht der offenen Handelsgesellschaft im Münchener Kommentar zum Handelsgesetzbuch und das allgemeine Sachenrecht (§§ 90–103 BGB) im Staudinger.

## Veröffentlichungen (Auswahl)
- Marktzutrittsschranken im Recht der Wettbewerbsbeschränkungen. Dissertation. Baden-Baden 1990, ISBN 3-7890-2120-2.
- mit Wernhard Möschel: Mehr Wettbewerb auf allen Märkten. Baden-Baden 1994, ISBN 3-7890-3591-2.
- Der langfristige Vertrag : eine rechtswissenschaftliche Untersuchung auf institutionen-ökonomischer Grundlage Habilitationsschrift. Baden-Baden 1996, ISBN 3-7890-4364-8.